# Hańcza

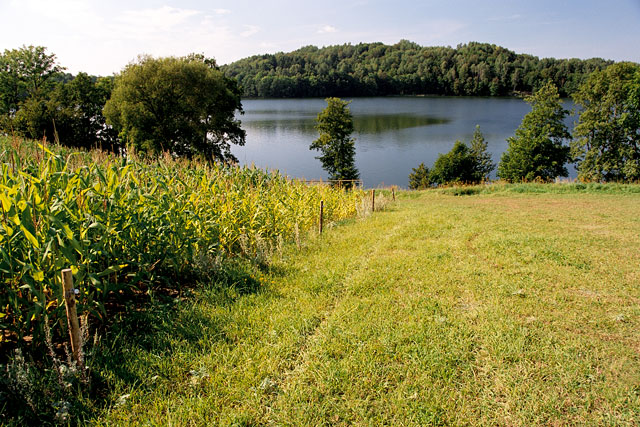
Hańcza-See im August 2004

Der Hańcza-See ist ein See in der Woiwodschaft Podlachien in Polen in der Litauischen Seenplatte (Suwałki-Seenplatte).
Er liegt in der Nähe von Suwałki im Nordosten Polens und ist mit einer maximalen Tiefe von 113 Metern (durchschnittliche Tiefe: 38,5 m) der tiefste See Polens. Die Fläche des Sees beträgt 3,04 km². Der See hat ein Volumen von 0,1204 km³. Der Hańcza-See eignet sich zum Tauchen und Schwimmen. Im Hańcza-See ist ein noch ziemlich großer isolierter Bestand der Sibirischen Groppe (Cottus poecilopus) vorhanden.

## Nachweise
- A. W. Sokołowski, J. Kot: Przyroda województwa suwalskiego. Suwałki 1996, ISBN 83-900714-2-8.
- S. Maciejewski: Szlakami północnej Suwalszczyzny. Jaćwież, Suwałki 2001, ISBN 83-903140-6-1.
- K. Groblewski: Przygoda z Polską - Suwalszczyzna. (= Beilage der Rzeczpospolita)
- Grzegorz Rąkowski: Polska egzotyczna. Teil 1, Rewasz, Pruszków 1999, ISBN 83-85557-63-6.